# Célestin Delmer
Célestin Delmer, né le 15 février 1907 à Villejuif et mort le 2 mars 1996 à Saint-Maur-des-Fossés, est un footballeur international français. Il évolue au poste de milieu offensif.
Maintes fois sélectionné dans les équipes de Paris et du Nord, Delmer porte à onze reprises les couleurs de l'équipe de France de 1930 à 1934, et fut sélectionné pour les deux premières Coupes du monde (1930 et 1934) et remporte la Coupe de France 1933 avec l'Excelsior de Roubaix.

## Biographie

### Débuts
Célestin Delmer voit le jour à Villejuif, le 15 février 1907. C'est au Stade olympique Paris-Est qu'il se révèle, après quoi il intègre le FC Mulhouse et l'Amiens Athlétic Club.

### En club

#### Amateur à Amiens (1929-1932)

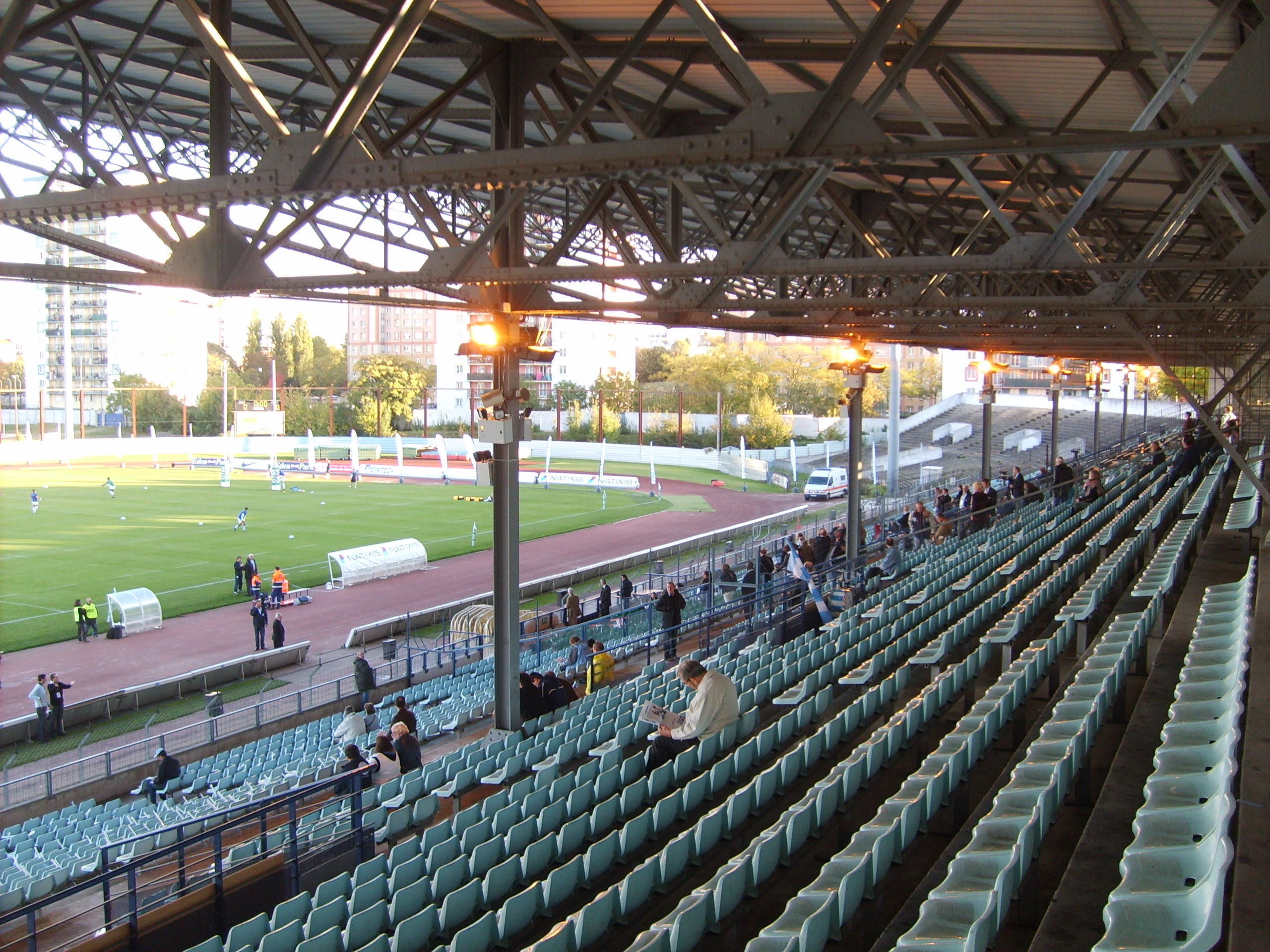
Delmer dispute les demi-finales de la Coupe de France 1930 au Stade olympique Yves-du-Manoir avec l'Amiens AC.

Célestin Delmer rejoint l'Amiens AC lors de la saison 1929-1930. Les joueurs de l'AAC sont alors de simples adhérents qui doivent payer une cotisation annuelle pour être considérés comme membres de la société. Le club pratique alors l'amateurisme marron, qui consiste à rémunérer indirectement les joueurs amateurs, pour inciter les meilleurs à rejoindre l'équipe. Ainsi, Delmer se voit confier la gestion d'une crèmerie.
Dès sa première saison, Delmer participe aux deux demi-finales de la Coupe de France que l'AAC dispute contre le RC France. Grâce à un but en deuxième mi-temps lors de la première rencontre, l'Amiens AC égalise et obtient que la demi-finale soit rejouée. Cependant, l'Amiens AC s'incline trois buts à un une semaine plus tard au stade olympique Yves-du-Manoir de Colombes et ne se qualifie pas pour la finale. En parallèle de la Coupe de France, Delmer dispute pendant trois ans avec l'Amiens AC le prestigieux championnat de Division d'Honneur du Nord, terminant deux fois quatrième, et dont les rencontres entre les clubs de Lille, Roubaix, Boulogne-sur-Mer et Amiens attirent les foules.
À Amiens, Delmer devient international français. Celui qui évolue alors au poste de demi-centre part en Uruguay disputer la première Coupe du monde de l'histoire au terme de sa première saison au club. Avec Ernest Libérati, ils sont deux amiénois dans le groupe France.
Le football, qui est alors un sport amateur, devient professionnel en 1932. Cependant, alors que l'Amiens AC est l'un des meilleurs clubs de province des années 1920, les dirigeants amiénois décident de rester dans les rangs amateurs et de ne pas rejoindre ce championnat de France professionnel nouvellement créé. Delmer, alors joueur international français, s'engage avec l'Excelsior de Roubaix.

#### Professionnel à Roubaix (1932-1935)
Dès sa première année au club, Delmer et sa nouvelle équipe remportent la Coupe de France. Une finale unique dans les annales (en dehors des finales purement parisiennes), les deux clubs représentés étant de la même ville de Roubaix. L'Excelsior prend le meilleur sur le RC Roubaix (3-1). 

#### Suite de sa carrière à Paris
Ce milieu de terrain porte ensuite les couleurs du Red Star, lors de la saison 1935-1936 avant de rejoindre le club du CA Paris pour une longue fin de carrière en Division 2.

### En sélection (1930-1934)

Delmer (à gauche) voit le Chili battre la France (1-0) durant son seul match du Mondial 1930.

Célestin Delmer joue pour la première fois avec l'équipe de France le 11 mai 1930 au stade olympique Yves-du-Manoir de Colombes. Les Bleus reçoivent alors la Tchécoslovaquie et s'inclinent 3-2.
Delmer est retenu pour disputer la première Coupe du monde quelques mois plus tard en Uruguay. Sur les trois rencontres jouées par la France, il n'en joue qu'une, la dernière, contre le Chili perdue 1-0.
Après l'élimination lors de la Coupe du monde 1930, la sélection reste quelque temps en Amérique du Sud et dispute, le 1er août 1930, le premier France-Brésil au stade Chavez de Rio de Janeiro (défaite 3-2). Ce match est reconnu par la Confédération brésilienne de football (CBD) mais pas par la Fédération française (FFF).
Delmer connaît sa dernière sélection le 15 avril 1934 lors du match du match de qualification pour la Coupe du monde 1934 face au Luxembourg (victoire 6-1). Il quitte le maillot bleu sur un succès, seulement son deuxième en douze matchs avec la France (pour deux matchs nuls et huit défaites).

### Style de jeu
Célestin Delmer est un joueur dont on parle peu dans les comptes rendus mais qui joue le rôle le plus éminent dans les succès de son équipe puisque, sans lui, la défense est mal assurée et les attaques ne partent pas,. 

## Statistiques
| #  | Date       | Compétition         | Affiche                  | Score |
| -- | ---------- | ------------------- | ------------------------ | ----- |
| 1  | 11/05/1930 | Amical              | France - Tchécoslovaquie | 2-3   |
| 2  | 25/05/1930 | Amical              | Belgique - France        | 1-2   |
| 3  | 19/07/1930 | Coupe du monde 1930 | Chili - France           | 1-0   |
| 4  | 07/12/1930 | Amical              | France - Belgique        | 2-2   |
| 5  | 25/01/1931 | Amical              | Italie - France          | 5-0   |
| 6  | 15/02/1931 | Amical              | France - Tchécoslovaquie | 1-2   |
| 7  | 25/05/1933 | Amical              | France - Pays de Galles  | 1-1   |
| 8  | 10/06/1933 | Amical              | Tchécoslovaquie - France | 4-0   |
| 9  | 06/12/1933 | Amical              | Angleterre - France      | 4-1   |
| 10 | 25/03/1934 | Amical              | France - Tchécoslovaquie | 1-2   |
| 11 | 15/04/1934 | Qualif. CdM 1934    | Luxembourg - France      | 1-6   |

Ce tableau présente les statistiques de Célestin Delmer,.
| Saison                | Club                  | Championnat           | Championnat | Championnat | Coupe(s) nationale(s) | Coupe(s) nationale(s) | France | France | Total | Total |
| Saison                | Club                  | Division              | M.          | B.          | M.                    | B.                    | M.     | B.     | M.    | B.    |
| 1929-1930             | Amiens AC             | -                     | -           | -           | 6                     | 0                     | 3      | 0      | 9     | 0     |
| 1930-1931             | Amiens AC             | -                     | -           | -           | 4                     | 0                     | 3      | 0      | 7     | 0     |
| 1931-1932             | Amiens AC             | -                     | -           | -           | 3                     | 0                     | -      | -      | 3     | 0     |
| Sous-total            | Sous-total            | Sous-total            | 0           | 0           | 13                    | 0                     | 6      | 0      | 19    | 0     |
| 1932-1933             | Excelsior de Roubaix  | D1                    | 18          | 1           | 8                     | 0                     | 2      | 0      | 28    | 1     |
| 1933-1934             | Excelsior de Roubaix  | D1                    | 26          | 3           | 3                     | 0                     | 3      | 0      | 32    | 3     |
| 1934-1935             | Excelsior de Roubaix  | D1                    | 28          | 1           | 3                     | 0                     | -      | -      | 31    | 1     |
| Sous-total            | Sous-total            | Sous-total            | 72          | 5           | 14                    | 0                     | 5      | 0      | 91    | 5     |
| 1935-1936             | Red Star              | D1                    | 23          | 0           | 4                     | 0                     | -      | -      | 27    | 0     |
| 1936-1937             | CA Paris              | D2                    | 29          | 2           | -                     | -                     | -      | -      | 29    | 2     |
| 1937-1938             | CA Paris              | D2                    | 31          | 1           | -                     | -                     | -      | -      | 31    | 1     |
| 1938-1939             | CA Paris              | D2                    | 28          | 2           | -                     | -                     | -      | -      | 28    | 2     |
| Sous-total            | Sous-total            | Sous-total            | 88          | 5           | -                     | -                     | 0      | 0      | 88    | 5     |
| Total sur la carrière | Total sur la carrière | Total sur la carrière | 183         | 10          | 31                    | 0                     | 11     | 0      | 225   | 10    |

## Palmarès
Coupe de France (1)
- Vainqueur en 1933

### Ouvrage de référence
- François Dubois, Naissance et essor du football à Amiens, Amiens, Encrage, coll. « Hier », 1992, 192 p. (ISBN 2-906389-36-6)

1. ↑  Dubois, p. 35
2. ↑  Dubois, p. 144